# Football Club Internazionale Milano 1976-1977
Questa voce raccoglie le informazioni riguardanti il Football Club Internazionale Milano nelle competizioni ufficiali della stagione 1976-1977.

## Stagione
(Sandro Mazzola cita Dante Alighieri all'uscita dal campo dopo l'ultimo incontro della sua carriera.)

Sandro Mazzola saluta Gianni Rivera prima del derby del 27 marzo 1977, concluso a reti inviolate.

A movimentare l'estate 1976 in casa nerazzurra concorse lo scambio di mercato tra Boninsegna e l'ex juventino Anastasi, operazione della quale Bonimba rimase all'oscuro sino al suo compimento: ad informare per via telefonica il centravanti, mentre questi si trovava in vacanza, fu lo stesso presidente Fraizzoli. La nuova punta s'integrò in un reparto avanzato che – oltre alla conferma di Libera – segnalò il rientro di Muraro, risultato a fine stagione il miglior realizzatore della squadra.
Incapaci d'insidiare il duopolio torinese che caratterizzò il vertice del campionato, gli uomini di Chiappella (tra l'altro «castigati» proprio da Boninsegna nel derby d'Italia del 16 gennaio 1977) si classificarono in quarta posizione, mancando nelle battute finali il terzo posto a favore della Fiorentina.
Maggior rilevanza assunsero quindi le stracittadine col Milan, da parte sua scampato in extremis alla retrocessione: archiviato il match d'andata con reti di Marini e Silva, la sfida di ritorno si risolse parimenti in uno scialbo nulla di fatto inducendo il giornalista Beppe Viola – nelle cui parole l'evento fu definito un «derbycidio» – a proporre durante la trasmissione della Domenica Sportiva le immagini della gara svoltasi il 24 febbraio 1963 in luogo di quella del giorno.
Inter e Milan si disputarono inoltre, per la prima volta in uno scontro diretto, un trofeo nella finale di Coppa Italia del 3 luglio 1977: battuta dai rossoneri con gol di Maldera e Braglia, la Beneamata conobbe nella circostanza l'ultima partita di Sandro Mazzola che – intervistato all'uscita dal campo circa le sue ultime dichiarazioni da calciatore – citò un noto passo della Divina Commedia.

## Divise
| Casa |

## Organigramma societario
Area direttiva
- Presidente: Ivanoe Fraizzoli
- Vicepresidente: Giuseppe Prisco
- Consigliere: Angelo Corridori
- Segretario: Franco Manni

Area tecnica
- Allenatore: Giuseppe Chiappella

Area sanitaria
- Medico sociale: dott. Angelo Quarenghi[24][25]
- Massaggiatore: Giancarlo Della Casa

## Rosa
| N. |                   | Ruolo | Calciatore          |
| -- | ----------------- | ----- | ------------------- |
|    | Italia (bandiera) | P     | Ivano Bordon (I)    |
|    | Italia (bandiera) | P     | Silvano Martina     |
|    | Italia (bandiera) | D     | Giuseppe Baresi (I) |
|    | Italia (bandiera) | D     | Graziano Bini       |
|    | Italia (bandiera) | D     | Nazzareno Canuti    |
|    | Italia (bandiera) | D     | Adriano Fedele      |
|    | Italia (bandiera) | D     | Giacinto Facchetti  |
|    | Italia (bandiera) | D     | Angiolino Gasparini |
|    | Italia (bandiera) | D     | Viviano Guida       |
|    | Italia (bandiera) | D     | Roberto Tricella    |
|    | Italia (bandiera) | C     | Mario Bertini       |
|    | Italia (bandiera) | C     | Gianpiero Marini    |

| N. |                   | Ruolo | Calciatore                |
| -- | ----------------- | ----- | ------------------------- |
|    | Italia (bandiera) | C     | Maurizio Grosselli        |
|    | Italia (bandiera) | C     | Sandro Mazzola (capitano) |
|    | Italia (bandiera) | C     | Claudio Merlo             |
|    | Italia (bandiera) | C     | Gabriele Oriali           |
|    | Italia (bandiera) | C     | Giuseppe Pavone           |
|    | Italia (bandiera) | C     | Giorgio Roselli           |
|    | Italia (bandiera) | C     | Antonio Sabato            |
|    | Italia (bandiera) | A     | Claudio Ambu              |
|    | Italia (bandiera) | A     | Pietro Anastasi           |
|    | Italia (bandiera) | A     | Giacomo Libera            |
|    | Italia (bandiera) | A     | Carlo Muraro              |
|    | Italia (bandiera) | A     | Bortolo Mutti             |

## Risultati

### Serie A

#### Girone di andata
| Foggia 3 ottobre 1976 1ª giornata | Foggia              | 0 – 0 | Inter | Stadio Pino Zaccheria\| Arbitro: \| Panzino (Catanzaro) \| |
| Arbitro:                          | Panzino (Catanzaro) |       |       |                                                            |

| Arbitro: | Lapi (Firenze) |

|                         |           |             |
| Anastasi 34’ Libera 56’ | Marcatori | 75’ Banelli |

| Arbitro: | Gonella (Torino) |

|             |           |  |
| Busatta 13’ | Marcatori |  |

| Arbitro: | Ciulli (Roma) |

|            |           |            |
| Libera 57’ | Marcatori | 73’ Macchi |

| Arbitro: | Michelotti (Parma) |

|                      |           |  |
| P. Pulici 85’ (rig.) | Marcatori |  |

| Arbitro: | Ciacci (Firenze) |

|              |           |  |
| Anastasi 30’ | Marcatori |  |

| Arbitro: | Serafino (Roma) |

|           |           |               |
| Silva 81’ | Marcatori | 43’ G. Marini |

| Arbitro: | Bergamo (Livorno) |

|            |           |              |
| Marini 66’ | Marcatori | 78’ Giordano |

| Arbitro: | Menegali (Roma) |

|  |           |               |
|  | Marcatori | 89’ Facchetti |

| Arbitro: | Lattanzi (Roma) |

|                           |           |                                     |
| Muraro 7’, 79’ Oriali 18’ | Marcatori | 20’ (rig.) G. Savoldi 81’ Vinazzani |

| Arbitro: | Panzino (Catanzaro) |

|                      |           |  |
| Muraro 34’, 57’, 79’ | Marcatori |  |

| Arbitro: | Ciacci (Firenze) |

|                    |           |                                               |
| Clerici 37’ (rig.) | Marcatori | 5’, 26’ Muraro 61’, 70’ Fedele 77’ S. Mazzola |

| Arbitro: | Michelotti (Parma) |

|                     |           |  |
| Boninsegna 21’, 62’ | Marcatori |  |

| Arbitro: | Lattanzi (Roma) |

|              |           |                |
| Anastasi 20’ | Marcatori | 25’ Bertarelli |

| Arbitro: | Menegali (Roma) |

|  |           |            |
|  | Marcatori | 80’ Muraro |

#### Girone di ritorno
| Arbitro: | Trinchieri (Reggio Emilia) |

|           |           |               |
| Pavone 2’ | Marcatori | 81’ Pirazzini |

| Arbitro: | Menicucci (Firenze) |

|             |           |                                   |
| Palanca 25’ | Marcatori | 4’ Pavone 20’ Canuti 50’ Anastasi |

| Milano 27 febbraio 1977 18ª giornata | Inter              | 0 – 0 | Verona | Stadio San Siro\| Arbitro: \| Reggiani (Bologna) \| |
| Arbitro:                             | Reggiani (Bologna) |       |        |                                                     |

| Cesena 6 marzo 1977 19ª giornata | Cesena            | 0 – 0 | Inter | Stadio La Fiorita\| Arbitro: \| Bergamo (Livorno) \| |
| Arbitro:                         | Bergamo (Livorno) |       |       |                                                      |

| Arbitro: | Serafino (Roma) |

|  |           |                |
|  | Marcatori | 6’ (aut.) Bini |

| Arbitro: | Menicucci (Firenze) |

|                       |           |                          |
| Ghetti 24’ Pruzzo 60’ | Marcatori | 7’ M. Bertini 90’ Fedele |

| Milano 27 marzo 1977 22ª giornata | Inter            | 0 – 0 | Milan | Stadio San Siro\| Arbitro: \| Casarin (Milano) \| |
| Arbitro:                          | Casarin (Milano) |       |       |                                                   |

| Arbitro: | Pieri (Genova) |

|                  |           |            |
| Giordano 5’, 83’ | Marcatori | 28’ Libera |

| Milano 10 aprile 1977 24ª giornata | Inter               | 0 – 0 | Sampdoria | Stadio San Siro\| Arbitro: \| Menicucci (Firenze) \| |
| Arbitro:                           | Menicucci (Firenze) |       |           |                                                      |

| Arbitro: | Serafino (Roma) |

|  |           |                            |
|  | Marcatori | 11’, 22’ Pavone 48’ Fedele |

| Arbitro: | Gonella (Torino) |

|                                   |           |                                                |
| Gasparini 46’ (aut.) Musiello 86’ | Marcatori | 14’ Muraro 42’ Oriali 76’ (aut.) Di Bartolomei |

| Milano 1º maggio 1977 27ª giornata | Inter           | 0 – 0 | Bologna | Stadio San Siro\| Arbitro: \| Lattanzi (Roma) \| |
| Arbitro:                           | Lattanzi (Roma) |       |         |                                                  |

| Arbitro: | Agnolin (Bassano del Grappa) |

|  |           |                          |
|  | Marcatori | 37’ S. Gori 63’ Tardelli |

| Arbitro: | Serafino (Roma) |

|                        |           |  |
| Desolati 26’, 41’, 53’ | Marcatori |  |

| Arbitro: | Redini (Pisa) |

|            |           |           |
| Pavone 47’ | Marcatori | 2’ Amenta |

### Coppa Italia

#### Primo turno
| Arbitro: | Terpin (Trieste) |

|                    |           |  |
| Mazzola 31’ (rig.) | Marcatori |  |

| Arbitro: | Michelotti (Parma) |

|                     |           |                               |
| Bertarelli 13’, 74’ | Marcatori | 17’ Libera 52’ (rig.) Mazzola |

| Arbitro: | Serafino (Roma) |

|  |           |                                  |
|  | Marcatori | 30’ Bini 48’ Libera 69’ Anastasi |

| Arbitro: | Reggiani (Bologna) |

|           |           |  |
| Libera 8’ | Marcatori |  |

#### Secondo turno
| Arbitro: | Menicucci (Firenze) |

|  |           |                    |
|  | Marcatori | 75’ (aut.) Gentile |

| Arbitro: | Ciulli (Roma) |

|           |           |  |
| Oriali 2’ | Marcatori |  |

| Arbitro: | Menegali (Roma) |

|  |           |                                    |
|  | Marcatori | 18’ Oriali 66’ Pavone 75’ Anastasi |

| Arbitro: | Michelotti (Parma) |

|           |           |             |
| Rollo 76’ | Marcatori | 66’ Mazzola |

| Arbitro: | Longhi (Roma) |

|                      |           |                  |
| Facchetti 40’ (rig.) | Marcatori | 31’ (rig.) Salvi |

| Milano 29 giugno 1977 6ª giornata | Inter          | 0 – 0 | Lecce | Stadio San Siro\| Arbitro: \| Tani (Livorno) \| |
| Arbitro:                          | Tani (Livorno) |       |       |                                                 |

#### Finale
| Arbitro: | Gussoni (Trieste) |

|                               |           |  |
| A. Maldera 64’ G. Braglia 89’ | Marcatori |  |

### Coppa UEFA
| Arbitro: | Corver |

|  |           |               |
|  | Marcatori | 32’ Fehervari |

| Arbitro: | Kew |

|            |           |            |
| Poczik 26’ | Marcatori | 89’ Muraro |

## Statistiche
Statistiche aggiornate al 3 luglio 1977.

### Statistiche di squadra
| Competizione | Punti | In casa | In casa | In casa | In casa | In casa | In casa | In trasferta | In trasferta | In trasferta | In trasferta | In trasferta | In trasferta | Totale | Totale | Totale | Totale | Totale | Totale | D.R. |
| Competizione | Punti | G       | V       | N       | P       | Gf      | Gs      | G            | V            | N            | P            | Gf           | Gs           | G      | V      | N      | P      | Gf     | Gs     | D.R. |
| ------------ | ----- | ------- | ------- | ------- | ------- | ------- | ------- | ------------ | ------------ | ------------ | ------------ | ------------ | ------------ | ------ | ------ | ------ | ------ | ------ | ------ | ---- |
| Serie A      | 33    | 15      | 4       | 9       | 2       | 14      | 11      | 15           | 6            | 4            | 5            | 20           | 16           | 30     | 10     | 13     | 7      | 34     | 27     | 7    |
| Coppa Italia | -     | 5       | 3       | 2       | 0       | 4       | 1       | 6            | 3            | 2            | 1            | 10           | 5            | 11     | 6      | 4      | 1      | 14     | 6      | 8    |
| Coppa UEFA   | -     | 1       | 0       | 0       | 1       | 0       | 1       | 1            | 0            | 1            | 0            | 1            | 1            | 2      | 0      | 1      | 1      | 1      | 2      | −1   |
| Totale       | -     | 21      | 7       | 11      | 3       | 18      | 13      | 22           | 9            | 7            | 6            | 31           | 22           | 43     | 16     | 18     | 9      | 49     | 35     | 14   |

## Giovanili

Una formazione della Primavera nerazzurra, riconfermatasi nella coppa di categoria per la seconda volta.

### Piazzamenti
- Primavera:
  - Campionato: ?
  - Coppa Italia: vincitrice
  - Torneo di Viareggio: quarti di finale